# هارتموت اشتاینک
هارتموت اشتاینک (انگلیسی: Hartmut Steinecke; ۱۲ مارس ۱۹۴۰ – ۲۵ ژانویهٔ ۲۰۲۰) منتقد ادبیات آلمانی و استاد دانشگاه اهل آلمان بود.

## زندگی
اشتاینک متولد نورنبرگ است و تحصیلاتش در تاریخ و فلسفه از دانشگاه سارلندز و دانشگاه بن است، جایی که در سال ۱۹۶۶ دکترای خود را با تز در مورد هرمان بروش دریافت کرد.